# Ferenc Mádl
Ferenc Mádl, född 29 januari 1931 i Bánd, Veszprém, död 29 maj 2011 i Budapest, var en ungersk politiker och jurist, Ungerns president mellan 2000 och 2005.
Mádl utbildade sig vid universitetet i Pécs och Eötvös Loránd-universitetet, och hade en mängd olika akademiska och statligt-administrativa positioner. Han var medlem av ungerska vetenskapsakademin från 1987. Åren 1990–1992 var han minister utan portfölj, och 1992–1994 kultur- och utbildningsminister. Han kandiderade till presidentposten 1995 och förlorade mot Árpád Göncz, men valdes år 2000 till president och satt på posten mellan den 4 augusti 2000 och 5 augusti 2005.
Mádl var gift med Dalma Mádl (född Némethy) och tillsammans hade de en son.